# Mark Clattenburg
Mark Clattenburg (Consett, 13 marzo 1975) è un ex arbitro di calcio inglese.

## Carriera
Dopo il classico iter nelle serie minori inglesi, nel 2004 approda in Premier League. In totale ha diretto oltre 200 partite nella massima serie del campionato inglese, risultando spesso tra i migliori arbitri. Pur avendo la qualifica di elettricista, è arbitro professionista a tempo pieno, al servizio della federazione.
Nominato arbitro internazionale il 1º gennaio del 2006, ha fatto il suo esordio in una gara tra nazionali maggiori nel novembre del 2006, dirigendo un'amichevole tra Australia e Ghana. L'anno successivo ha invece diretto una partita di qualificazione agli Europei del 2008: Danimarca-Liechtenstein.
A partire dall'edizione 2007-08 della coppa UEFA, comincia ad essere designato con una certa frequenza in questa competizione. Riceve per la prima volta un sedicesimo di finale proprio nel febbraio del 2008. Nell'agosto del 2008 viene però sospeso temporaneamente dalla federazione inglese (e di conseguenza anche dalle liste UEFA e FIFA) per una questione di presunti debiti della società elettrica da lui posseduta. Circa un anno dopo, viene comunque regolarmente reintegrato, sia a livello nazionale che internazionale.
Nel novembre del 2010 ha fatto il suo esordio nella fase a gironi della UEFA Champions League, dirigendo un match tra Auxerre ed Ajax. Nell'estate 2011 è convocato in vista del Campionato mondiale di calcio Under-20 in programma in Colombia. Dal 1º gennaio 2012 è inserito nella massima categoria degli arbitri europei, quella "Elite".
Nel marzo del 2012 debutta nella fase ad eliminazione diretta della Champions League, dirigendo un ottavo di finale di ritorno tra gli spagnoli del Real Madrid e i russi del CSKA Mosca. Poco dopo, è selezionato ufficialmente come arbitro di porta in vista di Euro 2012, nella squadra arbitrale diretta dal connazionale Howard Webb.
Nell'aprile del giugno  2012 la FIFA lo inserisce in una prima lista di preselezionati per i Mondiali del 2014, convocandolo per il Torneo maschile di calcio delle Olimpiadi di Londra 2012. Nell'occasione dirige una partita della fase a gironi (Egitto-Nuova Zelanda 1-1), un quarto di finale (Messico-Senegal 4-2 dopo i tempi supplementari) e soprattutto viene scelto per la finalissima che assegna la medaglia d'oro tra Brasile e Messico, disputatasi l'11 agosto 2012 a Wembley e vinta  2-1 dai centroamericani.
Dopo l'importante e significativa esperienza olimpica, nei mesi di settembre e ottobre la FIFA e la UEFA gli danno la possibilità di dirigere altre gare internazionali; l'11 settembre Israele-Russia 0-4 per le qualificazioni mondiali e successivamente due gare di Champions League: il 18 settembre Malaga-Zenit 3-0 e il 23 ottobre Spartak Mosca-Benfica 2-1.
Il 28 ottobre 2012, al termine del match di Premier League Chelsea-Manchester United da lui diretto, conclusosi col punteggio di 2-3, i padroni di casa inoltrano una denuncia ufficiale alla FA, lamentando presunti insulti razzisti, rivolti dal fischietto inglese a due giocatori dei Blues: Juan Manuel Mata e Mikel John Obi. L'indagine aperta non trova elementi che riscontrino la tesi dei calciatori e l'arbitro viene prosciolto dall'accusa per mancanza di prove. Mikel John Obi viene anche squalificato 3 turni per aver offeso il direttore di gara al termine della partita..
Nell'ottobre 2013 è convocato dalla FIFA per il Campionato mondiale di calcio Under 17 2013. Nella circostanza, viene impiegato per due partite della fase a gironi: prima Brasile-Emirati Arabi Uniti 6-1 ad Abu Dhabi e poi Argentina-Canada 3-0 a Dubai.
Tra il dicembre 2013 e il gennaio 2014 il suo nome finisce ancora una volta in discussione, per presunti insulti rivolti ad un calciatore. In questo caso, a inoltrare un reclamo ufficiale alla FA è il Southampton, a seguito di una partita di Premier League contro l'Everton, disputatasi il 29 dicembre 2013. Clattenburg viene accusato di aver insultato il calciatore Adam Lallana, a seguito di sue proteste per presunti rigori non dati durante la partita. Tuttavia anche in questo caso le successive indagini non trovano alcun riscontro, e quindi il fischietto inglese viene nuovamente prosciolto da ogni accusa, e dichiarato innocente dalla FA. Tuttavia, il Southampton non si arrende e dichiara di voler portare avanti il suo reclamo.
Nel gennaio 2014 non rientra nel novero degli arbitri selezionati per Brasile 2014, venendo così eliminato al taglio finale. Il 1º maggio 2014 dirige la semifinale di ritorno della UEFA Europa League fra Juventus e Benfica. Il 30 luglio 2014 l'UEFA rende nota la sua designazione per la Supercoppa UEFA 2014, da disputarsi il successivo 12 agosto 2014 in Galles al Cardiff City Stadium, tra il Real Madrid ed il Siviglia.
Nel novembre 2015 viene designato dalla commissione arbitrale UEFA per dirigere l'andata del play off di qualificazione ad Euro 2016 tra la Norvegia e l'Ungheria. Il 15 dicembre 2015 viene ufficialmente selezionato per gli europei del 2016 in Francia.
Nell'aprile 2016 riceve per la prima volta la designazione per una semifinale (di andata) di UEFA Champions League, nell'occasione la sfida tra gli spagnoli dell'Atlético Madrid e i tedeschi del Bayern Monaco. Sempre nello stesso anno riceve la designazione per arbitrare il 28 maggio a Milano la finale di Champions League tra Real Madrid e Atlético Madrid, vinta poi dai Blancos ai rigori.
Agli Europei di Francia, il 13 giugno 2016 arbitra Belgio-Italia. Dirige poi una seconda volta nella fase a gironi, nella fattispecie la gara tra Croazia e Repubblica Ceca. In seguito, il 25 giugno arbitra l'ottavo di finale tra Svizzera  e Polonia, vinto dai polacchi dopo i calci di rigore. L'8 luglio viene infine resa nota la sua designazione per la finale tra Portogallo e Francia, da disputarsi il 10 luglio 2016 alle 21 allo Stade de France.
Nel febbraio 2017 lascia il ruolo di arbitro in Premier League per diventare il nuovo direttore degli arbitri dell'Arabia Saudita. Pur essendo comunque ancora eleggibile dalla FIFA per le competizioni internazionali, il 29 marzo 2018 decide di rifiutare la convocazione a Russia 2018. La FA ha chiesto al massimo organo governativo mondiale di sostituirlo con un altro ufficiale, ma la richiesta è stata respinta, lasciando l'Inghilterra senza un arbitro in una fase finale mondiale come non accadeva dal 1938.